# 明斯克發電機冰球俱樂部
明斯克發電機冰球俱樂部（俄語：Дина́мо-Минск，Dynama-Minsk）是位於白俄羅斯明斯克的冰球隊。目前為大陸冰球聯盟的參賽球隊之一。

## 外部連結
- （俄文） 明斯克發電機官方網站 （页面存档备份，存于）